# ジョン・ムーンライト
ジョン・ムーンライト（John Moonlight、1987年7月2日 - ）は、カナダのラグビー選手。

## プロフィール
- カナダ・スカーバロー(現在・トロント)出身[1]。
- ポジションはロック(LO)、フランカー(FL)。
- 身長 187cm、体重 101kg
- 7人制カナダ代表に選ばれたことがある
- カナダ代表通算キャップ数は23でラグビーワールドカップ2015のカナダ代表に選ばれた[2][3]。

## 略歴
オンタリオ・ブルーズを経て、2019年、トロント・アローズに加入。 